# 浮霉菌属
浮霉菌属，也称浮霉状菌属，为浮霉菌科的一个属。该属的模式种为贝氏浮霉状菌（Planctomyces bekefii）,可以棲息在水中。

## 下属物种
本属包括以下物种：
- 贝氏浮霉状菌 Planctomyces bekefii Gimesi 1924，本物种以文化历史学家，大学教授，匈牙利西多会修道院院长R．Bekefi（1858－1924）的名字命名。
- 巴西浮霉状菌 Planctomyces brasiliensis Schlesner 1990，异名
- 滴状浮霉状菌 Planctomyces guttaeformis (ex Hortobágyi 1965) Starr and Schmidt 1984
- Planctomyces limnophilus Hirsch and Müller 1986，异名
- Planctomyces maris (ex Bauld and Staley 1976) Bauld and Staley 1980，异名
- 斯氏浮霉状菌 Planctomyces stranskae (ex Wawrik 1952) Starr and Schmidt 1984，本种最早由F．Warwick以她的生物老师M．L．Stransky的名字命名。